# 必殺! ブラウン館の怪物たち
『必殺!ブラウン館の怪物たち』（ひっさつ! ブラウンやかたのかいぶつたち）は、『必殺仕事人V』をベースにした1985年の日本映画。松竹創業90周年、朝日放送創立35周年記念作品。監督は広瀬襄。
キャッチコピーは「天の裁きは待ってはおれぬ! 幕末の動乱に躍る光と影の刃!」。

## 概要
松竹創業90周年および朝日放送創立35周年作品。テレビの「ブラウン管」をもじり、ゲストとして多数出演する当代のテレビタレントたちの人気を「怪物」に例えたタイトルが示す通り、この時期の必殺シリーズに見られたバラエティ路線を劇場スケールに拡大することを狙った作品で、『蒲田行進曲』、『E.T.』、『インディ・ジョーンズ』などのパロディがふんだんに盛り込まれた。もっとも、その試みは必ずしもファンに受け入れられず、後に山内久司プロデューサー自ら、失敗作と公言している。
本作の撮影中、組紐屋の竜役の京本政樹が高所から落下して骨折。一時歩行が困難となり、その影響でテレビ版『必殺仕事人V』も従来の主水シリーズに比べて短い26話で終了している。
本編では、山田五十鈴演じるおりくは、猿谷町の元締に先手を打つために途中で江戸に戻り終盤でワンシーンのみ登場するが、脚本の決定稿ではブラウン館での死闘に参戦し最後まで出演している。
1986年4月11日にテレビ放送され、17.6%の視聴率（ビデオリサーチ調べ）を記録した。

## あらすじ
舞台は徳川慶喜が将軍職に就いた幕末の京都。天下を取ろうとする者は必ず京の“帝”を担ぎ出すことを危惧した徳川家康によって建てられた「黒谷屋敷」の権利書、及び絵図が何者かに奪われた。中村主水はその下手人を追ったが、突如現れた謎の刺客によって下手人は殺されてしまう。下手人を素性も問わずに成敗したと誤解された主水は、老中稲葉直々の命で、刺客が奪った屋敷の権利書と絵図を取り返すために、筆頭同心・田中とともに京へ向かう羽目になる。
そんな主水への誤解は仲間の仕事人たちにも飛び火し、伊賀忍者や新撰組、さらに死の商人をも巻き込んで、京の空に暗雲が立ち込めるのだった。

## キャスト

### 仕事人
- 中村主水 - 藤田まこと
- 何でも屋の加代 - 鮎川いずみ
- 組紐屋の竜 - 京本政樹
- 花屋の政 - 村上弘明
- 西順之助 - ひかる一平
- おりく - 山田五十鈴

### その他
- 中村せん - 菅井きん
- 中村りつ - 白木万理
- 筆頭同心・田中 - 山内としお
- 玉助 - 梅津栄

### ゲスト
- 藤林辰之進 - 森田健作
- 百地お千 - 柏原芳恵
- 絵日傘のお葉 - 中井貴恵
- 服部佐一郎 - 沖田浩之
- 丑寅の角助 - 笑福亭鶴瓶
- 蜘蛛の手のお時 - 塩沢とき
- 鉄額のお国 - 兵藤ゆき
- 猿走りの純平 - 高田純次
- 大黒屋如安 - 金田龍之介
- 土方歳三 - 西川のりお
- 大黒屋用心棒 - 大前均
- アーネスト・サトウ - ケント・ギルバート
- 山椒玉の小太 - 竜小太郎
- 猿屋町の元締 - 藤岡重慶
- ブラウン - ポール・セレスキー
- 沖田総司 - 明石家さんま
- 老中・稲葉 - 平幹二朗

## スタッフ
- 監督 - 広瀬襄
- 製作 - 山内久司（朝日放送）・櫻井洋三（松竹）
- 製作補 - 高橋信仁
- 脚本 - 吉田剛
- 撮影 - 石原興
- 美術 - 倉橋利昭
- 編集 - 園井弘一
- 音楽 - 平尾昌晃、中村啓二郎
- 助監督 - 津島勝
- ナレーター - みのもんた[6]
- 協力 - 零心会
- 製作協力 - 京都映画株式会社（現：株式会社松竹京都撮影所）

## 主題歌
- 藤田絵美子（現・EMIKO）「さよならさざんか」

作詞：宇山清太郎、作曲：平尾昌晃、編曲：竜崎孝路
『必殺仕事人V』および『必殺橋掛人』の主題歌。
中村啓二郎の編曲による新録音のインスト版がBGMとして使用された。